# Bărbulești, Ialomița
Bărbulești este o comună în județul Ialomița, Muntenia, România, formată numai din satul de reședință cu același nume.

## Așezare
Comuna se află la vest de orașul Urziceni, pe ambele maluri ale râului Sărata și este străbătută de șoseaua națională DN1D, care leagă acest oraș de Ploiești, precum și de calea ferată ce pleacă din Urziceni către Ploiești și București, pe care este deservită de halta Bărbulești.

## Demografie
Componența etnică a comunei Bărbulești
     Romi (82,51%)
     Români (1,22%)
     Alte etnii (0,04%)
     Necunoscută (16,24%)
Componența confesională a comunei Bărbulești
     Penticostali (77,63%)
     Ortodocși (6,07%)
     Alte religii (0,05%)
     Necunoscută (16,25%)
Conform recensământului efectuat în 2021, populația comunei Bărbulești se ridică la 7.878 de locuitori, în creștere față de recensământul anterior din 2011, când fuseseră înregistrați 5.902 locuitori. Majoritatea locuitorilor sunt romi (82,51%), cu o minoritate de români (1,22%), iar pentru 16,24% nu se cunoaște apartenența etnică. Din punct de vedere confesional, majoritatea locuitorilor sunt penticostali (77,63%), cu o minoritate de ortodocși (6,07%), iar pentru 16,25% nu se cunoaște apartenența confesională.

## Politică și administrație
Comuna Bărbulești este administrată de un primar și un consiliu local compus din 15 consilieri. Primarul, Vasile Liță[*], de la Partidul Social Democrat, este în funcție din octombrie 2020. Începând cu alegerile locale din 2024, consiliul local are următoarea componență pe partide politice:
|  | Partid                   | Consilieri | Componența Consiliului | Componența Consiliului | Componența Consiliului | Componența Consiliului | Componența Consiliului | Componența Consiliului | Componența Consiliului | Componența Consiliului | Componența Consiliului | Componența Consiliului | Componența Consiliului | Componența Consiliului | Componența Consiliului | Componența Consiliului | Componența Consiliului |
|  | ------------------------ | ---------- | ---------------------- | ---------------------- | ---------------------- | ---------------------- | ---------------------- | ---------------------- | ---------------------- | ---------------------- | ---------------------- | ---------------------- | ---------------------- | ---------------------- | ---------------------- | ---------------------- | ---------------------- |
|  | Partidul Social Democrat | 15         |                        |                        |                        |                        |                        |                        |                        |                        |                        |                        |                        |                        |                        |                        |                        |

## Istorie
La sfârșitul secolului al XIX-lea, comuna Bărbulești făcea parte din plasa Câmpul a județului Ialomița și avea în compunere satele Bărbulești, Poșta și Ursari cu o populație de 1736 de locuitori. În comună se aflau o biserică ortodoxă și o școală cu 24 de elevi (dintre care 4 fete).
În 1925, Anuarul Socec consemnează comuna în plasa Urziceni, având 1280 de locuitori în unicul sat Bărbulești. În 1931, ea a devenit comună suburbană a comunei urbane Urziceni.
În 1950, comuna a trecut în subordinea raionului Urziceni din regiunea Ialomița și apoi (după 1952) din regiunea București și la un moment dat a fost desființată, fiind inclusă în comuna Armășești. Comuna a reapărut în 2006, când satul Bărbulești s-a separat din nou de comuna Armășești și a format comuna de sine stătătoare.

## Monumente istorice
Singurul obiectiv din comuna Bărbulești inclus în lista monumentelor istorice din județul Ialomița ca monument de interes local este biserica „Sfântul Nicolae” din satul Bărbulești, aflată pe DN1D, lângă școală, și datând din 1754, fiind refăcută în 1853. Ea este clasificată ca monument de arhitectură.